# Cochliotis kolbei
Cochliotis kolbei är en skalbaggsart som beskrevs av Brenske 1898. Cochliotis kolbei ingår i släktet Cochliotis och familjen Melolonthidae. Inga underarter finns listade i Catalogue of Life.